# تاد بروک
تاد بروک (به انگلیسی: Todd Brook) رودخانه‌ای است که در انگلستان جریان دارد.